# Steven Martina
Ivan Steve "Steven" Martina (13 november 1961) is een Curaçaos zakenman en politicus en leider van de partij MAN. Sedert mei 2021 is hij lid van de Staten van Curaçao en was daarvoor meermalen minister van Economische Ontwikkeling, laatstelijk in het kabinet-Rhuggenaath.

## Carrière
Martina is de zoon van Don Martina, een voormalig minister-president van de Nederlandse Antillen en een van de oprichters van de MAN. Hij studeerde in Nederland Informatie Management aan de Universiteit van Tilburg en promoveerde in Toegepaste Economie aan de Technische Universiteit Delft. Van 1999 tot 2006 was hij directeur van het publieke bedrijf Aqualectra. Hij werd daarna CEO van verzekeringsmaatschappij Fatum.
Martina diende als minister van Economische Ontwikkeling en vice-premier in de overgangsregering onder leiding van Daniel Hodge tussen 31 december 2012 en 7 juni 2013. Hij deed dit namens de partij Partido pa Adelanto I Inovashon Soshal. Hij werd opgevolgd door Stanley Palm en keerde terug naar zijn voormalige werkgever Fatum.
Samen met zijn vader en broer verliet hij in 2011 de Partido MAN. In 2016 keerden zij terug naar deze partij.
Op 2 juni 2017 werd Martina beëdigd als minister van Economische Ontwikkeling in het kabinet Rhuggenaath. Op 21 februari 2019 trad hij "tijdelijk" af na aankondiging dat hij wegens belangenverstrengeling als verdachte geldt in een strafrechtelijk onderzoek van het Openbaar Ministerie.. Het parlementslid Giselle Mc William nam zijn plaats in. Het in oktober 2019 genomen OM-besluit tot geen vervolging maakte de weg vrij voor Martina om terug te keren als minister. Op 22 mei 2020 trad hij weer aan als minister van Economische Ontwikkeling. Een week eerder was hij op 17 mei 2020 in een online-stemming als enige kandidaat gekozen tot politiek leider van de MAN. Hij volgde Hensley Koeiman op, die najaar 2019 het partijleiderschap had neergelegd. Na de verkiezingen van 19 maart 2021 ging de partij in oppositie en werd Martina lid van de Staten van Curaçao en fractievoorzitter. De partij maakte eind augustus 2022 bekend het vertrek van Martina uit de politiek met neerlegging van zijn functies als statenlid en partijvoorzitter.
Martina's opvallendste bijdrage aan het kabinet Rhuggenaath was het idee om 1000 koeien naar Curaçao te halen. Dit plan haalde het uiteindelijk niet omdat de kosten van water op Curaçao te hoog zijn waardoor het project de bijnaam "Gekkekoeienziekte" kreeg.

## Persoonlijk
Martina is getrouwd en heeft twee kinderen.